# Canal 4 (Costa Rica)
El Canal 4 (anteriormente Tic-Tac Canal 4, TV4, TV4 Multivisión y TV Cuatro) es un canal de televisión abierta de Costa Rica. Es la segunda estación de televisión que fue adquirida por Repretel, retransmite los contenidos de TelevisaUnivision y América Televisión.

## Historia
A finales de marzo de 1998, el canal fue comprado por TV Azteca, quien lo renombró como TV Cuatro. Afín de recapacitar el canal, los dueños necesitaban de una inversión de 716 millones de colones.
La estación fue adquirida por parte de TV Azteca, cuando la compañía mexicana decidió vender sus estaciones de televisión latinoamericanas en Costa Rica, Guatemala, El Salvador y Chile para invertir en sus servicios móviles en México. En el momento de la venta, el Grupo Salinas, dueño de TV Azteca, aún debía dinero a los propietarios originales y responsables de las operaciones del Canal 9. Dado que Repretel estaba subarrendando el Canal 9 de TV Azteca en ese momento, el proceso de venta fue idóneo.
Repretel tomó el control de la estación el 13 de marzo del año 2000, desfavoreciendo a Repretel Canal 9, que se había convertido en un repetidor. En el año 2000, al terminar el alquiler del canal 9, Repretel trasladó su programación al canal 4, el cual empezó a enfocarse en series animadas de Cartoon Network y Nickelodeon.
En este momento, el horario del canal consistía principalmente en programas de entretenimiento (principalmente de Telemundo y Univision) dirigidos mayormente a mujeres. El 10 de junio del año 2003 intercambió horarios con Repretel 11 y el bloque diario de dibujos animados transferidos a este canal.
Más adelante, Canal 4 lanzó su propio noticiario: Noticias 4. Actualmente, solo emite telenovelas y series juveniles previamente transmitidas por los canales 6 y 11. Desde el 15 de agosto, transmite en la TDT a través del canal 6.2, subcanal del Canal 6 (6.1).

## Programación
La programación de Canal 4 está enfocada principalmente al público juvenil, con novelas y series de Televisa, anteriormente transmitidas por los canales 6 y 11, también de Repretel. 
La estación no opera las 24 horas, a diferencia de las otras señales del grupo Repretel, además de tener poca demanda publicitaria, por eso depende de infomerciales y anuncios de Repretel Canal 6 para seguir funcionando.
En algunas ocasiones, Canal 4 es utilizado para la transmisión de eventos deportivos en vivo de Deportes Repretel.
Desde del 5 de octubre hasta el 23 de diciembre de 2020, Canal 4 transmitió el programa Aprendo en casa de 8:00 a. m. a 2:00 p. m. para facilitar el aprendizaje a distancia, este proyecto fue elaborado en colaboración con el MEP (Ministerio de Educación Pública).Su canal hermano Canal 11 fue el canal adicional, para las zonas rurales, en donde no se encontraba disponible la señal de Canal 4.